# Evangelisch-Lutherisches Dekanat Bamberg
Das Evangelisch-Lutherische Dekanat Bamberg ist eines der 15 Dekanate des Kirchenkreises Bayreuth. Zurzeit übt Sabine Hirschmann das Amt der Dekanin aus.
Der Bezirk liegt rund um die kreisfreie Stadt Bamberg und umfasst neben dem größten Teil des Landkreises Bamberg auch kleinere Gebiete in den Landkreisen Erlangen-Höchstadt und Haßberge. Die Gemeinden westlich von Bamberg liegen im Steigerwald.

## Geschichte
Die traditionell evangelisch geprägten Gemeinden gehörten in der Reformationszeit zu Herrschaften der Reichsritterschaft. Die Pfarrei Aschbach wurde um 1550 durch die Fuchs von Bimbach evangelisch. In Ebersbrunn wurde als damalige Filiale von Bimbach 1566 die evangelische Lehre eingeführt. In Großbirkach wurde durch die Patronatsherren v. Crailsheim um 1533 und in Walsdorf 1561 die Reformation eingeführt. Ebrach ist durch das Kloster Ebrach traditionell katholisch geprägt. Ab 1851 gab es hier in der Strafanstalt eine evangelische Hauspredigerstelle. Seit 1924 ist Ebrach eine Filiale von Großbirkach. In Gleisenau führten die Fuchs von Bimbach 1548 die Reformation ein. Rudendorf wurde unter den Freiherren von Rotenhan als Filiale von Stettfeld der Truchseß von Pommersfelden um 1550 evangelisch. Nach der Gegenreformation 1625 werden die verbliebenen Evangelischen von der Pfarrei Gleisenau betreut. In Ebelsbach gab es eine Ganerbschaft der Rotenhan (1580–1645, ab 1679) mit dem Hochstift Würzburg und verschiedenen katholischen Herrschaften. In der Schlosskirche war 1535–1555 und wieder ab 1679 ein evangelischer Schlossprediger tätig. Der Ort Buttenheim wurde unter den Herrn von Stiebar um 1550 evangelisch. Nach der Gegenreformation 1597 wurde eine Schlosspfarrei eingerichtet. Ab 1803 konnten auch Dorfeinwohner sich der Schlosspfarrei anschließen. Steppach war mit Limbach in der Reformationszeit unter der Herrschaft der Herrn von Egloffstein als bayreuther Lehen evangelisch. Die Ortschaft Mühlhausen wurden ebenfalls unter den Egloffstein evangelisch. In Lonnerstadt wurde die Herrschaft gemeinsam von Bamberg, Bayreuth, Nürnberg und Würzburg ausgeübt, wobei Bamberg die Hochgerichtsbarkeit ausübte. Die Reformation wurde 1525 durch Initiative der Reichsstadt Nürnberg eingeführt. Die Truchseß von Pommersfelden führten in Pommersfelden um 1550 die Reformation ein. Das Kirchenpatronat ging 1710 an die Graf von Schönborn über. Nach der Fertigstellung des Schlosses Weißenstein finden dort katholische Gottesdienste statt. Der Freiherr von Münster führte in Trabelsdorf die Reformation ein. In der katholischen Pfarrei Wachenroth richtete der Marschalk von Ebneth um 1575 in Weingartsgreuth eine evangelische Hofpredigerstelle ein.
Die Stephanskirche in Bamberg kam durch die Säkularisation 1803 in evangelischen Kirchenbesitz. Am 19. Juli 1807 wurde St. Stephan eine eigenständige Pfarrei. Die Kirchengemeinde Bamberg-Auferstehungskirche wurde 1955 gegründet und ist ab 1956 eine Pfarrei. Die Pfarrei Bamberg-Erlöserkirche löste sich am 15. April 1935 von St. Stephan. Bamberg-St. Matthäus wurde nach dem Zweiten Weltkrieg errichtet. Die Kirche konnte 1964 eingeweiht werden.
Nach dem Übergang des Gebiets an das Königreich Bayern wurde das Dekanat Bamberg als eins von insgesamt 55 Dekanaten am 7. Dezember 1810 errichtet.

## Kirchengemeinden
Zum Bezirk gehören folgende 20 Kirchengemeinden.
- Aschbach – Hohn am Berg, St. Laurentius in Aschbach und St. Gallus in Hohn am Berg
- Bamberg – Auferstehungskirche
- Bamberg – Erlöserkirche
- Bamberg – St. Matthäus
- Bamberg – St. Stephan
- Großbirkach–Ebrach – St. Johannes in Großbirkach und St. Lukas in Ebrach
- Gleisenau, ev. Kirche in Gleisenau, St. Michael in Rudendorf, Dreieinigkeitskirche in Eltmann, Schlosskapelle in Ebelsbach
- Hallstadt, St. Johannes (1964)
- Hirschaid-Buttenheim, St. Johannis in Hirschaid, Schlosskapelle in Buttenheim
- Höchstadt an der Aisch, Christuskirche
- Lonnerstadt, St. Oswald
- Memmelsdorf-Lichteneiche, Himmelfahrtskirche in Lichteneiche, St. Markus in Gundelsheim
- Mühlhausen, St. Maria und Kilian
- Steppach-Pommersfelden mit Limbach, St. Maria und Johannes in Pommersfelden, St. Erhard in Steppach, St. Peter und Paul in Limbach
- Trabelsdorf, St. Michael
- Walsdorf, St. Laurentius
- Weingartsgreuth, Schlosskirche